# Rhaphuma consona
Rhaphuma consona là một loài bọ cánh cứng trong họ Cerambycidae.